# 埃斯普卢斯
埃斯普卢斯，是西班牙阿拉贡自治区韦斯卡省的一个市镇。总面积73平方公里，总人口725人（2001年），人口密度10人/平方公里。